# Pterapogon kauderni
Il pterapogon kauderni, conosciuto comunemente come pesce cardinale di Banggai, è un piccolo pesce d'acqua salata appartenente alla famiglia Apogonidae.

## Distribuzione e habitat
Un tempo diffuso in tutte le barriere coralline dell'Oceano Pacifico centro-occidentale, oggi si ritiene sia circoscritto nelle acque attorno alle isole Banggai, in Indonesia.

## Descrizione
Questo pesce si presenta con un profilo ovaloide, con un lungo e sottile peduncolo caudale. Sono presenti due pinne dorsali, la seconda delle quali molto sviluppata (soprattutto nel maschio, che ha anche la mandibola più squadrata e pronunciata e tre piccole spine nella regione anale mentre le femmine ne hanno due), speculare all'anale. La coppia delle ventrali è anch'essa molto sviluppata. La coda è lunga e forcuta.
La livrea è grigio argentea, con labbra nere e tre fasce verticali nere orlate di bianco che attraversano il corpo. Le pinne dorsali e l'anale sono grigie con una riga nera, puntinate di bianco, le ventrali sono nere anch'esse puntinate di bianco. Le pinne pettorali sono grigiastre, mentre la coda è striata di nero orizzontalmente e puntinata di bianco.
Raggiunge una lunghezza di 8 centimetri.

## Riproduzione
Dopo la deposizione e la fecondazione delle uova il maschio inizia un lungo periodo di incubazione orale, che cesserà soltanto quando gli avannotti avranno raggiunto una lunghezza di 8 mm. Una volta lasciati dal padre i giovani pesci si nascondono tra gli aculei dei ricci diadema.

## Alimentazione
Si ciba prevalentemente di crostacei e altri piccoli animali.

## Conservazione e acquariofilia
Un tempo ambito ospite degli acquari marini, P. kauderni è stato inserito nella lista IUCN nell'anno 2007, in quanto in pericolo per via di un mercato di acquariofilia non adeguatamente regolamentato a livello internazionale. Fortunatamente sono tra quei pesci marini che si riproducono in cattività (tra gli altri ricordiamo pesci pagliaccio e, sebbene siano difficili da riprodurre in vasca, i Gramma loreto.